# Valentin Zoungrana
Valentin Zoungrana Winkome (ur. 30 grudnia 1992 w Abidżanie) – burkiński piłkarz grający na pozycji defensywnego pomocnika. W swojej karierze rozegrał 8 meczów w reprezentacji Burkiny Faso.

## Kariera klubowa
Swoją karierę piłkarską Zoungrana rozpoczął w klubie KOZAF. Zadebiutował w nim w sezonie 2009/2010. W sezonie 2011/2012 był piłkarzem AS SONABEL, z którym został wicemistrzem Burkiny Faso. W latach 2013–2014 występował w Étoile Filante Wagadugu. W sezonie 2013/2014 wywalczył mistrzostwo kraju. W latach 2014–2017 ponownie grał w AS SONABEL. Sezon 2017/2018 spędził grając najpierw marokańskim klubie Chabab Atlas Khénifra, a następnie libijskim Al-Ahly Trypolis. W latach 2018–2020 występował w Rail Club du Kadiogo, a w 2020 roku rozegrał dwa mecze w wietnamskim Nam Định FC.

## Kariera reprezentacyjna
W reprezentacji Burkiny Faso Zoungrana zadebiutował 1 grudnia 2012 w wygranym 2:1 meczu Mistrzostw Narodów Afryki 2014 z Togo, rozegranym w Wagadugu. Od 2012 do 2019 wystąpił w kadrze narodowej 8 razy.